# Artaxa fulvistriata
Artaxa fulvistriata är en fjärilsart som beskrevs av Swinhoe 1903. Artaxa fulvistriata ingår i släktet Artaxa och familjen tofsspinnare. Inga underarter finns listade i Catalogue of Life.